# Union Internationale des Associations d’Alpinisme

Safety Label

Die Union Internationale des Associations d’Alpinisme (UIAA, englisch International Mountaineering and Climbing Federation; deutsch etwa „Internationale Union der Alpinismusvereinigungen“) ist eine Internationale Vereinigung verschiedener Alpinistenverbände. Die UIAA hat es sich unter anderem zur Aufgabe gemacht, strenge Sicherheitsnormen für Bergsportausrüstung wie Seile, Klettergurte, Karabinerhaken und sonstige Ausrüstungsgegenstände zu definieren. Die UIAA unterstützt außerdem junge Bergsteiger, beispielsweise durch gemeinsame Auslandsfahrten, setzt sich für den Naturschutz ein und war bis 2005 Veranstalter der Sportkletterweltcups und Kletterweltmeisterschaften.

## Geschichte
Nach jahrzehntelangen Bemühungen für eine internationale Vereinigung wurde das Vorhaben und die Vorbereitungen zur Gründung eines solchen Dachverbands an den zwei Kongressen, die der Gründung vorausgingen, entwickelt und konsolidiert, nämlich 1930 in Zakopane in Polen und 1931 in Budapest in Ungarn.
Am 27. August 1932 beschlossen die Delegierten beim 3. Internationalen Alpinen Kongress in Chamonix in Frankreich die Gründung der UIAA. Die 19 Repräsentanten nationaler Bergsteigerverbände der Gründungsversammlung vertraten Verbände aus Belgien, Deutschland, Frankreich, Griechenland, Großbritannien, Italien, Jugoslawien, Kanada, Neuseeland, Niederlande, Österreich, Polen, Rumänien, Schweden, Schweiz, Spanien, Tschechoslowakei, Ungarn und den Vereinigten Staaten. Die Alpinistinnen waren mit einer Delegation aus Großbritannien (Ladies’ Alpine Club und Scottish Ladies Alpine Club) und der Schweiz (Schweizerischer Frauen-Alpen-Club) vertreten.
Es wurde ein „Executive Committee“ gewählt und die Delegierten vereinbarten, dass der Schweizer Alpen-Club einen Präsidenten ernennen sollte. Am 4. Oktober schlug der Vorstand des Schweizer Alpen-Clubs für die Präsidentschaft der UIAA den Grafen Charles Egmond d’Arcis aus Genf vor, dessen Nominierung am 24. November 1932 von der Generalversammlung des Schweizer Alpen-Clubs angenommen wurde. Damit wurde der Schweizer Charles Egmond d’Arcis erster Vorsitzender und Genf Hauptsitz des internationalen Dachverbands.
Kurz vor Ausbruch des Zweiten Weltkriegs fand im Sommer 1939 in Zermatt in der Schweiz der letzte Kongress statt, bis kriegsbedingt der Kontakt und der Austausch der Mitgliederorganisationen untereinander nur noch per Post erfolgte.
1947 fand der erste UIAA-Kongress der Nachkriegszeit statt, wiederum in Chamonix in Frankreich. Dort wurde die letztmals von Wilhelm „Willo“ Welzenbach revidierte Skala, die über den Schwierigkeitsgrad beim Klettern im Gebirge Auskunft gibt, weiterentwickelt; aus ihr sollte später die allgemein anerkannte UIAA-Skala hervorgehen. 1950 repräsentierte die UIAA bereits eine halbe Million Alpinisten, eine Zahl, die in den folgenden Jahrzehnten auf über zweieinhalb Millionen anwuchs.
1968 wählten die Delegierten in London in England den Schweizer Albert Eggler als Nachfolger des Genfers Edouard Wyss-Dunant zum neuen Präsidenten und brachten damit dem Willen zum Ausdruck, den Sitz der UIAA in der Schweiz zu belassen. Da Eggler Berner war, wurde der UIAA-Hauptsitz nach Bern in der Schweiz verlegt, wo er seit 1999 eine Bürogemeinschaft mit dem Hauptsitz (Zentralvorstand) des Schweizer Alpen-Clubs hat.
Im Jahre 2008 traten der Deutsche Alpenverein (DAV), der Österreichische Alpenverein (ÖAV) und der Verband Alpiner Vereine Österreichs (VAVÖ) aus der UIAA aus. Dadurch verlor die UIAA die Hälfte der von ihr repräsentierten Alpinisten. Der Grund dafür war, dass die drei Vereine damit begannen, Sportklettern als olympische Sportart zu etablieren und deshalb eine Anerkennung als Sportverbände benötigten. Die UIAA lehnte es ab, selbst Sportverband zu werden, während sich das IOC weigerte, die UIAA oder die einzelnen Alpinen Vereine in der bisherigen Organisationsform anzuerkennen.
2013 konnten die Konflikte zwischen UIAA und IOC gelöst werden. Seitdem sind DAV, ÖAV und VAVÖ wieder Mitglieder der UIAA.
Im Jahr 2018 vereinbarten der UIAA und die EUMA eine Zusammenarbeit.
Die UIAA erkennt als Dachorganisation mit Zuständigkeit für den jeweiligen Kontinent an:
| Kontinent     | Dachorganisation                                  | Kürzel |
| ------------- | ------------------------------------------------- | ------ |
| Asien         | Union of Asian Alpine Associations                | UAAA   |
| Europa        | European Union of Mountaineering Associations     | EUMA   |
| Lateinamerika | Pan-American Union of Mountaineering and Climbing | UPAME  |

## UIAA-Skala
Nach der Organisation wurde auch eine Schwierigkeitsskala, die UIAA-Skala benannt. Sie ermöglicht den Vergleich verschiedener Kletterrouten im Fels anhand ihrer Schwierigkeit. Die UIAA-Skala wird in römischen oder arabischen Ziffern angegeben. Sie beginnt mit 1, wobei die Schwierigkeit mit dem Grad wächst. Die Skala ist nach oben hin offen. Darüber hinaus sind Feinabstufungen mit Plus- oder Minuszeichen (zum Beispiel 7− für eine leichte Route im 7. Grad oder 5+ für einen schwierigen 5er) gebräuchlich.

## UIAA-Normen

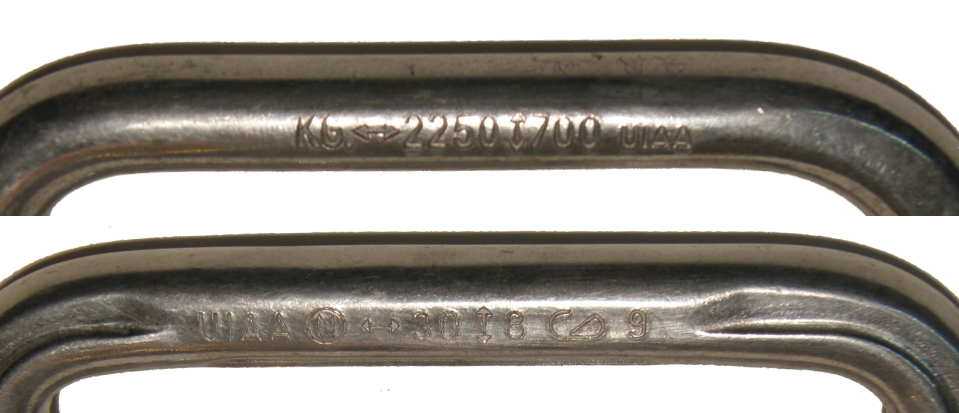
UIAA-Kennzeichnung der Zugfestigkeit von Karabinern in kg bzw. Kilonewton

Die UIAA hat Normen für verschiedene Ausrüstungsgegenstände erarbeitet. Diese Normen sollen gewährleisten, dass die Ausrüstungsgegenstände den Anforderungen entsprechend ihre Aufgabe erfüllen können und den dabei auftretenden Belastungen standhalten.
Das zuständige Komitee der UIAA arbeitet mit dem Europäischen Komitee für Normung (CEN) bei der Harmonisierung von Normen zusammen.
Die UIAA-Normen sind stark angelehnt an die Standards der EU (CE beziehungsweise EN oder CEN), weichen aber manchmal geringfügig von diesen ab.
Folgende Normen wurden von der UIAA erstellt:
| Nr. | Hilfsmittel             |
| --- | ----------------------- |
| 101 | Dynamische-Kletterseile |
| 102 | Reepschnüre             |
| 103 | Bandmaterial            |
| 104 | Bandschlingen           |
| 105 | Klettergurte            |
| 106 | Kletterhelme            |

| Nr. | Hilfsmittel         |
| --- | ------------------- |
| 107 | Statikseile         |
| 108 | Standplatzschlingen |
| 121 | Karabinerhaken      |
| 122 | Felshaken           |
| 123 | Bohrhaken           |
| 124 | Klemmkeile          |

| Nr. | Hilfsmittel      |
| --- | ---------------- |
| 125 | Klemmgeräte      |
| 126 | Steigklemmen     |
| 127 | Seilrollen       |
| 128 | Klettersteigsets |
| 129 | Sicherungsgeräte |
| 151 | Eisschrauben     |

| Nr. | Hilfsmittel               |
| --- | ------------------------- |
| 152 | Eisgeräte / Eispickel     |
| 153 | Steigeisen                |
| 154 | Firnanker                 |
| 155 | Snow Picket               |
| 156 | Lawinenschaufel           |
| 157 | Bouldermatten / Crash Pad |

## UIAA-Gipfeldefinition
Für die Definition der Viertausender-Gipfel der Alpen hat eine Kommission die Erhebungen bestimmt, welche als Gipfel gelten.
Für Erhebungen unter 4000 Meter gibt es keine vergleichbare Festlegung.

## UIAA-Organisationen
| Zeitraum      | Organisation                                              | Kürzel |
| ------------- | --------------------------------------------------------- | ------ |
| 1991 bis 1999 | Comité International du Ski-Alpinisme de Compétition      | CISAC  |
| 1999 bis 2008 | International Council for Ski Mountaineering Competitions | ISCM   |
| Seit 2008.000 | International Ski Mountaineering Federation               | ISFM   |
| 1997 bis 2007 | International Council for Competition Climbing            | ICC    |
| Seit 2007.000 | International Federation of Sport Climbing                | IFSC   |

## UIAA-Präsidenten

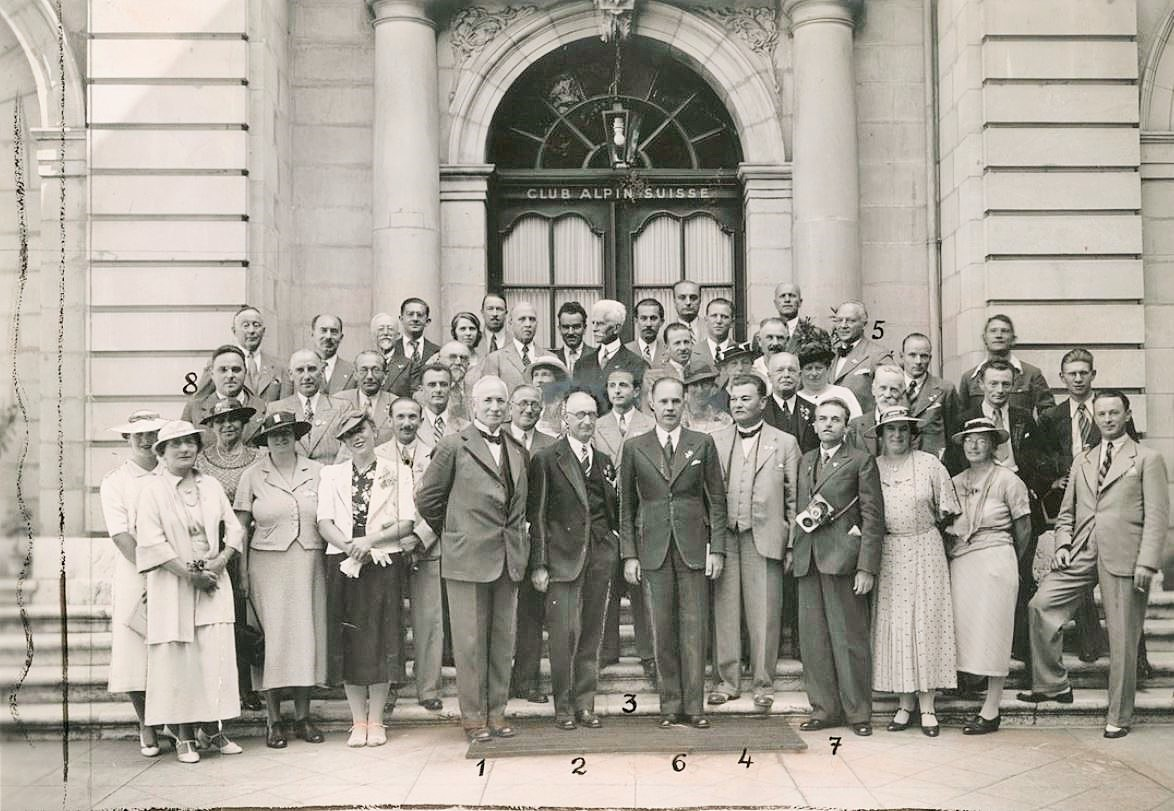
UIAA Generalversammlung in Genf 1936: 1. Kalbermatten SAC, 2. D’Arcis Präs. UIAA, 3. Dosio CAI, 4. Siogren Schweden, 5. Lory CAF, 6-8 Goetel, Klemensiewicz, Szatkowski Polen

Eine chronologische Übersicht über alle Präsidenten seit Gründung:
| Amtszeit  | Nationalität           | Präsident              | Verband |
| --------- | ---------------------- | ---------------------- | ------- |
| 1932–1964 | Schweiz                | Charles Egmond d’Arcis | SAC     |
| 1964–1968 | Schweiz                | Edouard Wyss-Dunant    | SAC     |
| 1968–1972 | Schweiz                | Albert Eggler          | SAC     |
| 1972–1976 | Schweiz                | Jean Juge              | SAC     |
| 1976–1984 | Schweiz                | Pierre Bossus          | SAC     |
| 1984–1989 | Schweiz                | Carlo Sganzini         | SAC     |
| 1990–1995 | Schweiz                | Pietro Segantini       | SAC     |
| 1995–2004 | Vereinigtes Königreich | Ian McNaught-Davis     | BMC     |
| 2004–2005 | Vereinigtes Königreich | Alan Blackshaw         | BMC     |
| 2005–2006 | Belgien                | Pierre Humblet *       | CMBEL   |
| 2006–2011 | Kanada                 | Mike Mortimer          | ACC     |
| 2011–2012 | Spanien                | Jordi Colomer *        | FEDME   |
| 2012–2020 | Niederlande            | Frits Vrijlandt        | NKBV    |
| seit 2020 | Kanada                 | Peter Muir             | ACC     |

## UIAA-Ehrenmitglieder

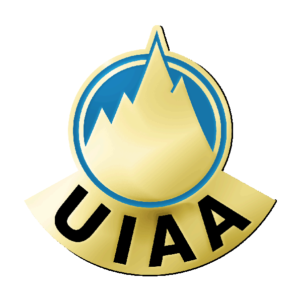
Medaille UIAA Ehrenmitglied

Eine chronologische Übersicht über alle Ehrenmitglieder:
| Seit | Nationalität           | Ehrenmitglied          | Verband |
| ---- | ---------------------- | ---------------------- | ------- |
| 1964 | Schweiz                | Charles Egmond d’Arcis | SAC     |
| 1968 | Schweiz                | Edouard Wyss-Dunant    | SAC     |
| 1969 | BR Deutschland         | Hans von Bomhard       | DAV     |
| 1975 | Italien                | Ugo di Vallepiana      | CAI     |
| 1980 | Italien                | Guido Tonella          | CAI     |
| 1983 | Österreich             | Franz Hiess            | VAVÖ    |
| 1987 | Vereinigte Staaten     | Fritz Wiessner         | AAC     |
| 1990 | Tschechoslowakei       | Jaromír Wolf           | ČHS     |
| 1992 | Neuseeland             | Sir Edmund Hillary     | NZAC    |
| 1995 | Italien                | Walter Bonatti         | CAI     |
| 1995 | Schweiz                | Pietro Segantini       | SAC     |
| 2000 | Niederlande            | Robbert Leopold        | NKBV    |
| 2001 | Schweiz                | Carlo Sganzini         | SAC     |
| 2002 | Griechenland           | Georges Moissidis      | EOOA    |
| 2002 | Vereinigte Staaten     | William Lowell Putnam  | AAC     |
| 2003 | Deutschland            | Fritz März             | DAV     |
| 2003 | Griechenland           | Nassos Tzartzanos      | EOOA    |
| 2007 | Spanien                | Jordi Pons Sanjines    | FEDME   |
| 2008 | Deutschland            | Pit Schubert           | DAV     |
| 2010 | Japan                  | Kazuo Saitō            | JMA     |
| 2012 | Nepal                  | Ang Tshering           | NMA     |
| 2013 | Frankreich             | Claude Eckhardt        | FFCAM   |
| 2014 | Japan                  | Tamotsu Nakamura       | JAC     |
| 2016 | Italien                | Reinhold Messner       | AVS     |
| 2019 | Südkorea               | Injeong Lee            | KAF     |
| 2020 | Vereinigtes Königreich | Doug Scott             | BMC     |
| 2023 | Niederlande            | Frits Vrijlandt        | NKBV    |

## UIAA-Mitgliedsorganisationen
2020 vertrat die UIAA rund 90 Mitgliedsorganisationen in 69 Ländern auf sechs Kontinenten.
- 52 – Europa
- 24 – Asien
- 06 – Nordamerika
- 05 – Südamerika
- 02 – Afrika
- 01 – Ozeanien
- 03 – internationale Organisationen

| Land                    | Kontinent   | Präsident                       | Status          | Mitgliedsorganisation                                                    | Kürzel           | Seit      | Mitglieder |
| ----------------------- | ----------- | ------------------------------- | --------------- | ------------------------------------------------------------------------ | ---------------- | --------- | ---------- |
| Afghanistan             | Asien       | Nisar Ahmad Jabar Khil          | Vollmitglied    | Afghanistan Climbing & Mountaineering Federation                         | –                | 2017      | 10         |
| Albanien                | Europa      | Jani Ziso                       | Vollmitglied    | Albanian Mountaineering Federation                                       | FSHALTM          | 2017      | 430        |
| Argentinien             | Südamerika  | Mariano Rodriguez Giesso        | Vollmitglied    | Federación Argentina de Ski y Andinismo                                  | FASA             | 1951      | 412        |
| Aserbaidschan           | Asien       | Firdhovsi Aliyev                | Vollmitglied    | Air And Extreme Federation Of Azerbaijan                                 | –                | 2011      | 5.383      |
| Aserbaidschan           | Asien       | Aydin Aga Alaskarov             | Assoziiert      | Mountain Club of Western Caspian University                              | –                | 2020      | 200        |
| Bangladesch             | Asien       | Mr A.R Khan                     | Vollmitglied    | Bangladesh Mountaineering Federation                                     | BMF              | 2013      | 29         |
| Belgien                 | Europa      | Paul Verzele                    | Vollmitglied G  | Climbing and Mountaineering Belgium bestehend aus dem CAB und KBF        | CMBEL            | 1932      | 17.529     |
| Bosnien und Herzegowina | Europa      | Ermin Lipovic                   | Vollmitglied    | Mountaineering Union Of Bosnia – Herzegovina                             | PSBiH            | 1977      | 6.240      |
| Brasilien               | Südamerika  | Kika Bradford                   | Vollmitglied    | Confederação Brasileira de Montanhismo e Escalada                        | CBME             | 2005      | 2.344      |
| Bulgarien               | Europa      | Petko Totev                     | Vollmitglied    | Bulgarian Climbing And Mountaineering Federation                         | BCMF             | 1935      | 270        |
| Chile                   | Südamerika  | Willy Montenegro Garcia         | Vollmitglied    | National Sports Federation of Mountain Sports and Climbing of Chile      | FEACH            | 1955      | 350        |
| Volksrepublik China     | Asien       | Zhixin Li                       | Vollmitglied    | Chinese Mountaineering Association                                       | CMA              | 1985      | 13.500     |
| Costa Rica              | Südamerika  | Edgar Usaga Arguedas            | Vollmitglied    | Costarican Federation Of Mountain Sports                                 | FECODEM          | 2019      | 412        |
| Dänemark                | Europa      | Morten Damkjær Nielsen          | Vollmitglied    | Danish Alpine Club                                                       | –                | 1977      | 1.632      |
| Dänemark                | Europa      | Christian Nicolai Ørum-Petersen | Assoziiert      | Danish Climbing Federation                                               | –                | 1998      | 7.867      |
| Deutschland             | Europa      | Roland Stierle                  | Vollmitglied    | Deutscher Alpenverein                                                    | DAV              | 1932      | 1.351.247  |
| Finnland                | Europa      | Jari Koski                      | Vollmitglied    | Finnish Climbing Association                                             | –                | 1994      | 4.164      |
| Frankreich              | Europa      | Nicolas Raynaud                 | Vollmitglied G  | Club Alpin Français                                                      | CAF              | 1932      | 90.827     |
| Frankreich              | Europa      | Ian Spare                       | Beobachter      | Union of International Mountain Leader Associations                      | UIMLA            | 2019      | 4.200      |
| Georgien                | Europa      | Zura Kutchava                   | Vollmitglied    | Mountaineering And Climbing Association Of Georgia                       | –                | 1993      | 170        |
| Griechenland            | Europa      | Dimitrios Georgoulis            | Vollmitglied    | Hellenic Federation Of Mountaineering And Climbing                       | EOOA             | 1936      | 6.600      |
| Guatemala               | Südamerika  | Meder Stuardo Valdez Fuentes    | Vollmitglied    | Federación Nacional de Andinismo de Guatemala                            | –                | 2017      | 150        |
| Hongkong                | Asien       | Mr. YU Ka-chi, Frederick        | Vollmitglied    | China Hong Kong Mountaineering And Climbing Union                        | CHKMACU          | 1988      | 5.008      |
| Indien                  | Asien       | Colonel H.S. Chauhan            | Vollmitglied    | Indian Mountaineering Foundation                                         | IMF              | 1981      | 4.001      |
| Indien                  | Asien       | Col Ajay Kothiyal, KC, SC, VSM  | Assoziiert      | Nehru Institute Of Mountaineering                                        | NIM              | 2011      | 300        |
| Indonesien              | Asien       | Mr Dhohir Farisi                | Vollmitglied    | Indonesia Sport Climbing And Mountaineering Federation                   | –                | 2016      | 3.289      |
| Iran                    | Asien       | Reza Zarei                      | Vollmitglied    | I.R. Iran Mountaineering and Sport Climbing Federation                   | IMSCF            | 1972      | 20.000     |
| Irland                  | Europa      | Paul Kellagher                  | Vollmitglied    | Mountaineering Ireland                                                   | MCI              | 2004      | 14.200     |
| Israel                  | Asien       | Gili Tene                       | Vollmitglied    | Israel Climbers’ Club (Former Israeli Alpine Club)                       | ILAC             | 2009      | 760        |
| Italien                 | Europa      | Georg Simeoni                   | Assoziiert      | Alpenverein Südtirol                                                     | AVS              | 1974      | 71.809     |
| Japan                   | Asien       | Hitoshi Onodera                 | Vollmitglied    | Japan Mountaineering Association                                         | JMA              | 1980      | 38.000     |
| Jordanien               | Asien       | Dr. Abdelrazzaq Arabiat         | Beobachter      | Jordan Tourism                                                           | –                | 2013      | –          |
| Kanada                  | Nordamerika | Neil Bosch                      | Vollmitglied    | Alpine Club of Canada                                                    | ACC              | 1947      | 15.963     |
| Kanada                  | Nordamerika | Ronald Whitehead                | Assoziiert      | Ecole Nationale d’Escalade du Québec                                     | ENEQ             | –         | 117        |
| Kanada                  | Nordamerika | Vincent Causse                  | Assoziiert      | Fédération Québécoise de la Montagne et de l’Escalade                    | FQME             | 1975      | 3.700      |
| Kasachstan              | Asien       | Valiyev Kazbek                  | Vollmitglied    | Mountaineering & Sport Climbing Federation Of The Republic Of Kazakhstan | –                | 2017      | 378        |
| Kosovo                  | Europa      | Arben Lila                      | Vollmitglied    | Kosovo Mountaineering And Alpinist Federation                            | FBAK             | 2011      | 855        |
| Kroatien                | Europa      | Darko Berljak                   | Vollmitglied    | Croatian Mountaineering Association                                      | HPS              | 1991      | 9.400      |
| Liechtenstein           | Europa      | Caroline Egger-Batliner         | Vollmitglied    | Liechtensteiner Alpenverein                                              | LAV              | 1959      | 2.907      |
| Litauen                 | Europa      | Kestutis Skrupskelis            | Vollmitglied    | Lithuanian Mountaineering Association                                    | –                | 1991      | 128        |
| Luxemburg               | Europa      | Ms. Yoo Ja LUDWIG               | Vollmitglied    | F.L.E.R.A. u. a. mit dem GAL                                             | F.L.E.R.A.       | 1938      | 613        |
| Malaysia                | Asien       | Dato’ Haji Khalid Bin Yunus     | Vollmitglied    | National Adventure Association Of Malaysia                               | –                | 2015      | 47         |
| Malta                   | Europa      | Simon Alden                     | Vollmitglied    | Malta Climbing Club                                                      | MCC              | 2018      | 150        |
| Marokko                 | Afrika      | M. Hicham Ait Ouarchikh         | Vollmitglied    | Federation Royale Marocaine de Ski et Montagnes                          | FRMSSM           | 2017      | 2.000      |
| Mexiko                  | Nordamerika | Francisco Montiel Neria         | Vollmitglied    | Federación Mexicana de Deportes de Montaña y Escalada A.C.               | FMDMYE           | 2020      | 1.300      |
| Monaco                  | Europa      | Pierre Ferry                    | Vollmitglied    | Club Alpin Monégasque                                                    | CAM              | 1994      | 344        |
| Mongolei                | Asien       | Tulga Buya                      | Vollmitglied    | Mongolian National Climbing Federation                                   | –                | 2010      | 220        |
| Nepal                   | Asien       | Santa Bir Lama                  | Vollmitglied    | Nepal Mountaineering Association                                         | NMA              | 1975      | 1.783      |
| Neuseeland              | Ozeanien    | John Palmer                     | Vollmitglied G  | New Zealand Alpine Club                                                  | NZAC             | 1932      | 4.460      |
| Niederlande             | Europa      | Joachim Driessen                | Vollmitglied G  | Royal Dutch Mountaineering And Climbing Club                             | NKBV             | 1932      | 65.669     |
| Nordmazedonien          | Europa      | Prof. D-r. Jovica Ugrinovski    | Vollmitglied    | Mountaineering Federation of North Macedonia                             | –                | 1999      | 295        |
| Norwegen                | Europa      | Hilde Aass                      | Vollmitglied    | Norwegian Alpine Club                                                    | NTK              | 1965      | 745        |
| Norwegen                | Europa      | Stein Tronstad                  | Assoziiert      | The Norwegian Climbing Federation                                        | NKF              | 1993      | 23.528     |
| Österreich              | Europa      | Gerald Dunkel-Schwarzenberger   | Vollmitglied    | VAVÖ u. a. mit dem ÖAV und ÖTK                                           | VAVÖ             | 1951      | 760.816    |
| Pakistan                | Asien       | Mr. Abu Zafar Sadiq             | Vollmitglied    | Alpine Club of Pakistan                                                  | ACP              | 1979      | 23         |
| Polen                   | Europa      | Piotr Pustelnik                 | Vollmitglied G  | Polish Mountaineering Association                                        | PZA              | 1932      | 5.602      |
| Portugal                | Europa      | Jorge Gabriel Jesus Oliveira    | Vollmitglied    | Clube Nacional De Montanhismo                                            | –                | 1955      | 75         |
| Portugal                | Europa      | Joao Luis Queiroz               | Assoziiert      | Federacao De Campismo E Montanhismo De Portugal                          | FCMP             | 1992      | 695        |
| Portugal                | Europa      | Carlos Manuel Moreira Gomes     | Assoziiert      | Federação Portuguesa De Montanhismo E Escalada                           | FPME             | 2004      | 794        |
| Portugal                | Europa      | Luisa Pinto Ferreira            | Beobachter      | Clube de Actividades de Ar Livre                                         | –                | 2011      | 561        |
| Rumänien                | Europa      | Alexandru Ioan Paun             | Vollmitglied    | Clubul Alpin Român                                                       | CAR              | 1934      | 291        |
| Russland                | Europa      | Andrei Volkov                   | Vollmitglied    | Russian Mountaineering Federation                                        | –                | –         | 2.007      |
| Saudi-Arabien           | Asien       | Prince Bandar bin Fahad Al Saud | Vollmitglied    | Saudi Climbing & Hiking Federation                                       | –                | 2020      | 108        |
| Schweden                | Europa      | Truls Neubeck                   | Vollmitglied    | Swedish Climbing Federation                                              | SKF              | 1973      | 11.400     |
| Schweiz                 | Europa      | Stefan Goerre                   | Vollmitglied G  | Schweizer Alpen-Club                                                     | SAC              | 1932      | 156.754    |
| Schweiz                 | Europa      | Gregor Dürrenberger             | Assoziiert      | Vereinigung Der Akademischen Alpen-Clubs Der Schweiz                     | FCAAS            | 1985      | 154        |
| Schweiz                 | Europa      | Peter Cliff                     | Beobachter      | International Federation Of Mountain Guides Associations                 | IVBV/IFMGA/UIAGM | 1987      | 7.016      |
| Schweiz                 | Europa      | Thomas Buckingham               | Beobachter IO   | International Slackline Association                                      | ISA              | 2019      | 1.500      |
| Schweiz                 | Europa      | Marino Giacometti               | IO              | International Skyrunning Federation                                      | ISF              | 2016      | 51         |
| Schweiz                 | Europa      | Franz Stämpfli                  | Beobachter IO   | International Commission for Alpine Rescue                               | ICAR             | 2016      | 117        |
| Serbien                 | Europa      | Boris M. Mićić                  | Vollmitglied    | Mountaineering Association of Serbia                                     | PSS              | 2002      | 19.300     |
| Slowakei                | Europa      | Igor Koller                     | Vollmitglied G  | Slovak Mountaineering Union James                                        | JAMES            | 1932      | 5.380      |
| Slowenien               | Europa      | Jože Rova                       | Vollmitglied    | Alpine Association Of Slovenia                                           | PZS              | 1991      | 61.523     |
| Spanien                 | Europa      | Joan Garrigos i Toro            | Vollmitglied G  | Federación Española de Deportes de Montaña y Escalada                    | FEDME            | 1932      | 119.207    |
| Spanien                 | Europa      | Dr. Eduard Cayon i Costa        | Assoziiert      | Centre Excursionista de Catalunya                                        | CEC              | 1932      | 4.000      |
| Spanien                 | Europa      | Jose Ramon Alonso Rodrigo       | Assoziiert      | Basque Mountaineering Federation                                         | EMF              | 2002      | 34.339     |
| Spanien                 | Europa      | Jordi Merino i Urbano           | Assoziiert      | Federació d’Entitats Excursionistes de Catalunya                         | FEEC             | 2000      | 41.794     |
| Sri Lanka               | Asien       | Pradip Elmo Francis             | Beobachter      | National Mountaineering & Climbing Association Sri Lanka                 | –                | 2015      | 1          |
| Südafrika               | Afrika      | Greg Moseley                    | Vollmitglied    | Mountain Club of South Africa                                            | MCSA             | 1992      | 4.929      |
| Südkorea                | Asien       | Chang Sungpil                   | Vollmitglied    | Corean Alpine Club                                                       | –                | 1969      | 920        |
| Südkorea                | Asien       | Kim Jong Gil                    | Assoziiert      | Korean Alpine Federation                                                 | KAF              | 1970      | 1.000      |
| Taiwan                  | Asien       | Pan-Nan Huang                   | Vollmitglied    | Chinese Taipei Alpine Association                                        | CTAA             | 1989      | 2.035      |
| Taiwan                  | Asien       | Hwang I-Yuan                    | Assoziiert      | Chinese Taipei Mountaineering Association                                | CTMA             | 1993      | 380        |
| Tschechien              | Europa      | Jan Bloudek                     | Vollmitglied G  | Czech Mountaineering Federation                                          | ČHS              | 1932      | 17.800     |
| Tschechien              | Europa      | Michal Lollok                   | Beobachter      | Czech Mountain Leader Association                                        | –                | 2010      | 101        |
| Türkei                  | Europa      | Ersan BAŞAR                     | Vollmitglied    | Turkiye Dagcilik Federasyonu                                             | TDF              | 1967      | 12.976     |
| Ukraine                 | Europa      | Valentyn K. Symonenko           | Vollmitglied    | Ukrainian Mountaineering And Climbing Federation                         | –                | 1991      | 1.485      |
| Ungarn                  | Europa      | Ildiko Kandracs                 | Vollmitglied G  | Hungarian Mountaineering And Sport Climbing Federation                   | Mhssz            | 1932      | 1.455      |
| Vereinigtes Königreich  | Europa      | Nicholas Kurth                  | Vollmitglied G* | British Mountaineering Council                                           | BMC              | 1947      | 59.724     |
| Vereinigtes Königreich  | Europa      | Simon Richardson                | Assoziiert G*   | Alpine Club                                                              | AC               | 1932 2003 | 1.497      |
| Vereinigte Staaten      | Nordamerika | Mitsu Iwasaki                   | Vollmitglied G  | American Alpine Club                                                     | AAC              | 1932      | 24.031     |
| Vereinigte Staaten      | Nordamerika | Terrance L. Gacke               | Assoziiert      | Alaskan Alpine Club                                                      | –                | 1985      | 69         |
| Zypern                  | Europa      | Pavlos Georgiades               | Vollmitglied    | Mountaineering And Climbing Federation Of Cyprus                         | KOMOAAP          | 2007      | 340        |

### Ehemalige UIAA-Mitgliedsorganisationen
| Land       | Kontinent | Organisation | Zeitraum     |
| ---------- | --------- | ------------ | ------------ |
| Frankreich | Europa    | FFME         | –            |
| Italien    | Europa    | CAI          | 1932–2019 G* |
| Österreich | Europa    | ASKIMO       | –            |